# Вулиця Миколи Гоголя (Тернопіль)
Вулиця Миколи Гоголя — одна з вулиць в м. Тернопіль. Названа на честь українського письменника, класика російської літератури. Микола Гоголь вважається найвизначнішим представником «української школи» в російській літературі.

## Відомості
Розпочинається від вулиці Руської, пролягає в напрямку до вулиці Пирогова, де і закінчується. На вулиці Гоголя односторонній рух:їхати можна тільки від вулиці Пирогова до перехрестя з вулицею Руською та Богдана Хмельницького.

## Транспорт
На вулиці немає зупинок, але на примиканні до вулиці Пирогова знаходиться зупинка «Лікарня швидкої допомоги», на якій зупиняються автобусні маршрути №13, 14, 15, 16, 18, 19, 20, 20А, 22, 22А, 26, 26А, 27, 28, 29, 30, 35, 36, 37, 39, тролейбуси №3, 4, 5, 6, 7, 8, 9.